# Adjoa Andoh
Adjoa Andoh (Bristol; 14 de enero de 1963) es una actriz de cine, televisión y teatro británica. Es conocida en la escena del teatro británico por papeles protagónicos en sitios como RSC, National Theatre, Royal Court Theatre y Almeida Theatre, además de sus actuaciones en series de televisión de ese país, de las cuales destacan Doctor Who, Casualty y EastEnders. Hizo su debut en Hollywood en 2009 junto a Morgan Freeman en la película Invictus de Clint Eastwood.

## Filmografía

### Cine
| Año  | Título                    | Rol             |
| ---- | ------------------------- | --------------- |
| 1991 | London South West         | Marion          |
| 1995 | What My Mother Told Me    | Jesse           |
| 2004 | Every Time You Look at Me | Sra. Berry      |
| 2007 | The Shadow in the North   | Jessie Saxon    |
| 2008 | Adulthood                 | Sra. Peel       |
| 2009 | Invictus                  | Brenda Mazibuko |
| 2016 | Brotherhood               | Sra. Peel       |
| 2019 | Fractura                  | Dra. Isaacs     |

### Televisión
| Año             | Título                               | Rol                                  | Papel                                        |
| --------------- | ------------------------------------ | ------------------------------------ | -------------------------------------------- |
| 1990–1991       | EastEnders                           | Karen                                | 10 episodios                                 |
| 1992–2004       | The Bill                             | Mrs Hughes, Diana Holt, Mrs Baptiste | 3 episodios                                  |
| 1992            | Waiting for God                      | Angela Avery                         | 1 episodio                                   |
| 1993, 2000–2003 | Casualty                             | Maggie, Colette Kierney / Griffiths  | 73 episodios                                 |
| 1994            | The Brittas Empire                   | Reporter                             | 1 episodio                                   |
| 1995            | Health and Efficiency                | Sister Beth Williams                 | 2 episodios                                  |
| 1995            | The Tomorrow People                  | Amanda Jones                         | 3 episodios                                  |
| 1996            | Paul Merton in Galton and Simpson's… | Defence Counsel                      | 1 episodio                                   |
| 1996            | Testament: The Bible in Animation    | Ruth                                 | Papel de voz                                 |
| 1997            | Peak Practice                        | Dr Nixon                             | 2 episodios                                  |
| 1998            | Close Relations                      | April                                | Miniserie                                    |
| 1998            | A Rather English Marriage            | Mandy Hulme                          | Película para televisión                     |
| 1999            | Jonathan Creek                       | Anthea Spacey                        | episodio: "The Curious Tale of Mr Spearfish" |
| 2006, 2007–2008 | Doctor Who                           | Hermana Jatt Francine Jones          | episodio: "New Earth" 7 episodios            |
| 2007            | Wire in the Blood                    | Celeste Davies                       | episodio: "The Colour of Amber"              |
| 2009–2011       | M.I. High                            | Head of MI9                          | recurrente                                   |
| 2009            | Missing                              | DCI Lauren Ford                      | 3 episodios                                  |
| 2011            | Scott & Bailey                       | Janice                               | 1 episodio                                   |
| 2011            | Law & Order: UK                      | Patóloga                             | 3 episodios                                  |
| 2012            | Julius Caesar                        | Portia                               | Película para televisión                     |
| 2015            | New Tricks                           | Alicia Whitechurch                   | episodio: "The Curate's Egg"                 |
| 2015            | Broadchurch                          | Julie                                | episodio: S2: E1                             |
| 2015            | Cucumber                             | Marie                                | 2 episodios                                  |
| 2015–2020       | Thunderbirds Are Go                  | Colonel Casey                        | Papel de voz                                 |
| 2016            | Line of Duty                         | Fiscal                               | 2 episodios                                  |
| 2018            | Death in Paradise                    | Celeste Jones                        | episodio: "Dark Memories" S7: E7             |
| 2020            | Silent Witness                       | DI Nina Rosen                        | 2 episodios                                  |
| 2020-presente   | Bridgerton                           | Lady Danbury                         | 16 episodios                                 |
| 2021            | The Witcher                          | Nenneke                              | 3 episodios                                  |
| 2023            | Queen Charlotte: A Bridgerton Story  | Lady Danbury                         | Miniserie                                    |